# Cyclophora semistriata
Cyclophora semistriata là một loài bướm đêm trong họ Geometridae.